# Chiesa della Visitazione in Canizzano
La chiesa della Visitazione della Beata Vergine Maria è la chiesa parrocchiale di Canizzano, sobborgo a ovest di Treviso. Fa parte del vicariato urbano della diocesi di Treviso.

## Storia
L'attuale parrocchiale, secondo Luigi Coletti, sarebbe originaria del XV secolo, ma fu notevolmente rimaneggiata nel tempo. Anzitutto, l'edificio antico doveva essere ben più angusto e navata unica (attualmente ne ha tre); la cappella del battistero fu aggiunta nel XVI secolo, mentre è del 1758 un radicale restauro della chiesa. 

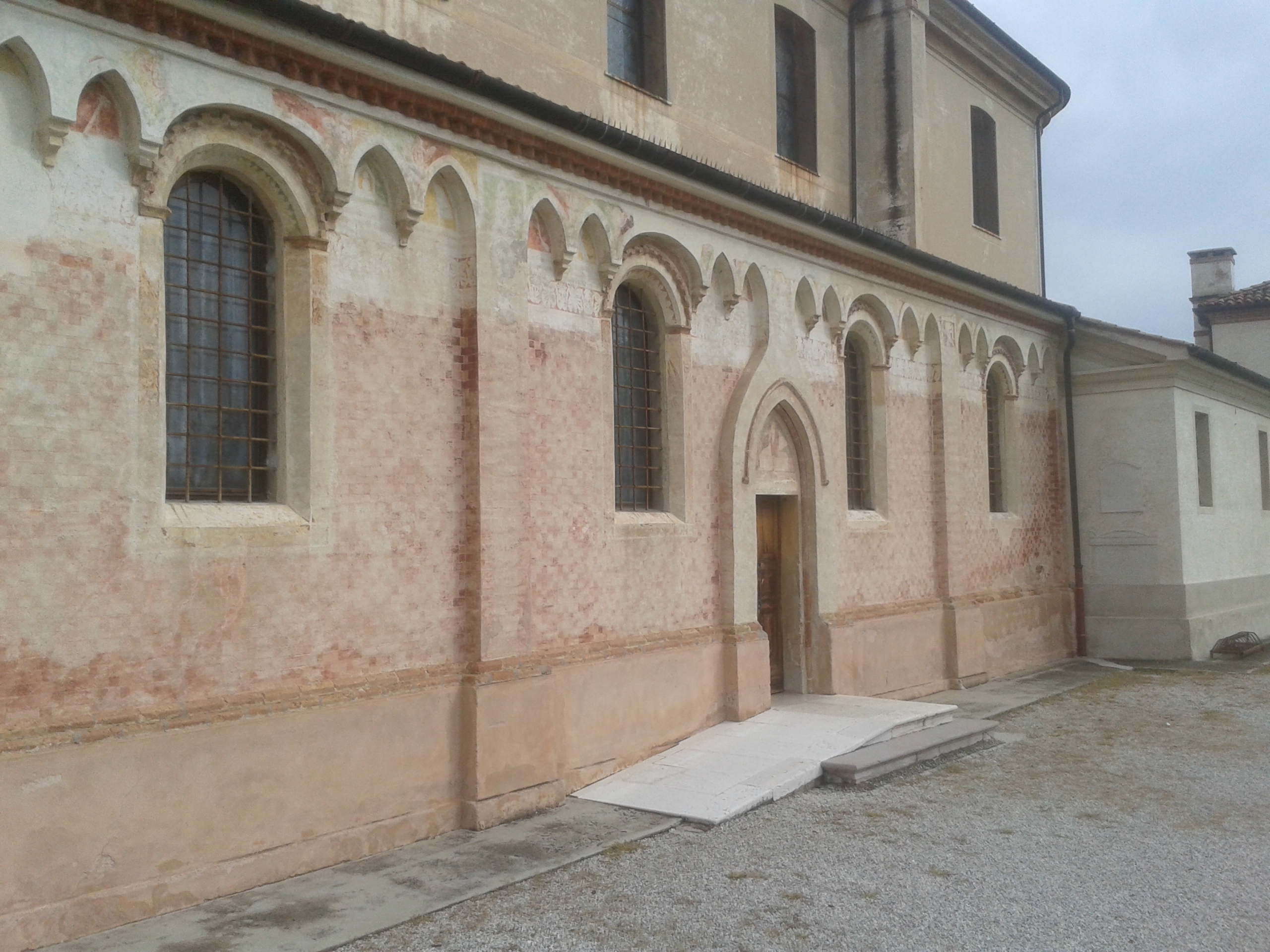
Particolari quattrocenteschi della Chiesa della Visitazione in Canizzano

## Descrizione
L'edificio oggi si presenta in stile neoclassico. Parte degli antichi affreschi, sbiancati nel Settecento, furono recuperati nel 1995: secondo i documenti antichi, risalgono al 1456 e sono opera di Sebastiano da Faenza e Pasqualino Franco da Venezia. Pregevole pure una Visitazione, tela settecentesca di autore ignoto. La popolazione è ancora particolarmente devota ad un'immagine della Vergine della Maternità con volto e mani lignee laccate. Questo culto al Parto di Maria è di antica origine, in quanto si ha notizia di un piccolo simulacro di origine quattrocentesca, oggi perduto, che veniva portato in processione.

### Organo a canne
Sulla cantoria in controfacciata, si trova l'organo a canne Mascioni opus 395, costruito nel 1927. Questo è racchiuso in una cassa imponente di legno scuro intagliato progettata da Antonio Beni, con mostra composta da tre cuspidi di canne. Lo strumento, a trasmissione pneumatica, ha due manuali di 58 note, una pedaliera di 27 note e 15 registri reali.